# Буало, Джош
Джош Буало (англ. Josh Boileau; род. 1995) — ирландский профессиональный игрок в снукер.
Чемпион EBSA European Under-21 Snooker Championships 2016 года.

## Биография и карьера
Родился 2 июля 1995 года в городе Дрихад-Нуа, графство Килдэр, Ирландия.
По словам самого снукериста, он стал заниматься этим видом спорта после того, как увидел победу Шона Мерфи на Чемпионате мира по снукеру 2005 года.
В 2014 году Буало выступил на EBSA European Under-21 Snooker Championships в Бухаресте, где дошёл до финала, проиграв со счётом 1:6 Оливеру Лайнсу. Через два года он выиграл этот турнир, победив в финале со счётом 6:1 Брэндона Сарджента, получив тем самым прописку на два года в мэйн-туре.